# Chlerogas cooperi
Chlerogas cooperi är en biart som beskrevs av Engel, Oliveira och Smith-pardo 2006. Chlerogas cooperi ingår i släktet Chlerogas och familjen vägbin. Inga underarter finns listade i Catalogue of Life.